# Свечина, Софья Петровна
Со́фья Петро́вна Све́чина, урождённая Соймонова (22 ноября 1782 — 26 августа 1857) — фрейлина, писательница, хозяйка литературного салона в Париже, одна из наиболее влиятельных русских католиков XIX века; сестра княгини Е. П. Гагариной.

## Биография
Софья Петровна Соймонова, дочь статс-секретаря Петра Александровича Соймонова (1737—1801) от брака с Екатериной Ивановной Болтиной (1756—1790), родилась 22 ноября 1782 года в Москве. Имя своё получила в честь императрицы Екатерины II, которая до принятия православия носила имя Софии.
Под руководством своего отца, человека весьма образованного в духе XVIII века, и матери, дочери историка И. Н. Болтина, Софья Петровна получила отличное во вкусе того времени образование: она в совершенстве владела родным языком, превосходно знала европейские языки (итальянский, английский, французский, немецкий) и имела познания даже в латинском, греческом и еврейском языках, что, по тогдашним понятиям, считалось фундаментом солидного образования.
После восшествия на престол императора Павла I Софье была оказана большая честь: она стала фрейлиной императрицы Марии Федоровны. Не отличаясь красотой, но наделенная блестящим умом и обаянием, она пользовалась большим успехом в придворном обществе. Она была прелестна своей неотразимой симпатичностью, ею ничем не выдававшемуся лицу придавали особую красоту маленькие, голубые глаза, свежесть молодого лица и грация походки.

## Замужество
В 1800 году Софья, семнадцатилетней девушкой, вышла по желанию отца замуж за санкт-петербургского военного губернатора генерала от инфантерии Николая Сергеевича Свечина (1759 — 11 ноября 1850), которому к тому времени было уже 42 года. Вскоре после свадьбы её отец попал в опалу, был выслан из Петербурга и умер в Москве от удара. Скоро и генерал Свечин стал жертвой неуравновешенного Павла I и вынужден был подать в отставку. Но, несмотря на опалу, молодожены остались в Петербурге. Софья погружается в чтение художественной литературы, главным образом французской, философских сочинений Канта, Гегеля, Декарта. Много времени посвящает она воспитанию сестры Екатерины (1790—1873) и приёмной дочери. Собственных детей Софья иметь не могла. По-видимому, эта личная драма также способствовала её обращению в католичество.

### Религиозные взгляды

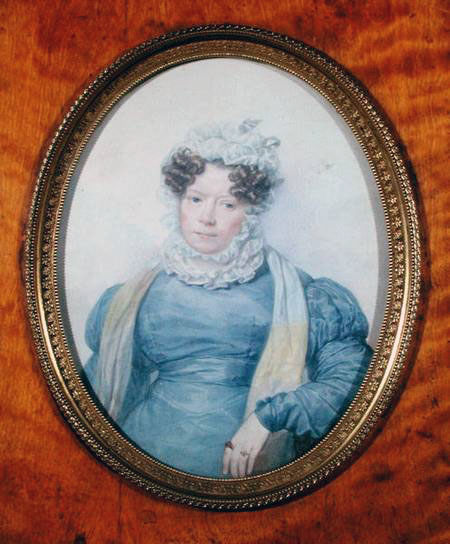
Софья Петровна Свечина
Миниатюра, 1830-е гг.

В салонах высшего света того времени весьма часто появлялся известный кавалер д’Огар, французский эмигрант, сделанный впоследствии императорским библиотекарем. Увлекательная пропаганда католицизма, которую вел д’ Огар, глубоко запала в душу Свечиной и была толчком к дальнейшему сближению её с французами-католиками, из которых наибольшее влияние на неё имел Жозеф де Местр — французский философ и политический деятель. Он находился в Петербурге в качестве посланника короля Сардинии.
Де Местр был сторонником политического клерикализма, который предполагал главенствующую роль Церкви во всех сторонах жизни государства. Этой идеей он старался заинтересовать императора Александра I, симпатизировавшего католичеству. Именно в это время все большее число русских аристократов обращается в католичество.
Путь к принятию католичества не был короток, и лёгок. Свечина долгое время сознательно не приобщалась ни к Православной, ни к Католической Церкви. Её терзали сомнения, она мучительно искала религиозного смысла. И она наконец обрела его. Достоверно известно, что это произошло в 1815 году и почти совпало с появлением указа об изгнании иезуитов из Москвы и Петербурга, а несколькими годами позже и из всей России. Духовные отцы Свечиной посоветовали сохранить в тайне факт её обращения. Дело в том, что в царском указе иезуиты обвинялись в том, что они якобы склоняли православных к переходу в католичество. Её обращение как бы подтверждало это обвинение. Такое двойственное положение оказалось ей не по силам, и вскоре правда стала известна всем.
Отступление Свечиной от православия вызвало общественное осуждение. Однако терпимый в вероисповедных вопросах Александр I сохранял благосклонность к бывшей фрейлине, что ещё более будоражило петербургский высший свет. Клевета и интриги вынудили Свечину эмигрировать, и в 1816 году она уезжает в Париж. Здесь она скоро обратилась в ревностную католичку, примкнув к ультрамонтанской партии. Наскоро устроив в 1818 году свои дела в России, Свечина окончательно переселилась в столицу Франции, где её салон скоро сделался центром, куда стекались французские знаменитости, а домашняя капелла — местом перехода многих православных в католичество. На всех посещавших салон Свечиной обаятельно действовал духовный облик этой — по выражению Лакордера- «grande conversatrice» (пер. с фр. великая мастерица беседы), её недюжинный ум и начитанность.
Софья Петровна Свечина скончалась в Париже 26 августа 1857 года настолько выдающейся по своим религиозным убеждениям католичкой, что вскоре после её смерти упорно передавали слух о её канонизации. Литературным памятником деятельности С. П. Свечиной служат её многочисленные сочинения (на французском языке), изданные вскоре после её смерти в Париже и состоящие главным образом из афоризмов; для характеристики Софьи Петровны весьма важны и её не раз издававшиеся многочисленные письма.